# Ес Ем Си
„Ес Ем Си“ (на японски: SMC 株式会社) е японско машиностроително предприятие със седалище в Токио.
Основано през 1959 година, то се специализира в производството на пневматични контролни компоненти с приложение в автоматизацията – контролни клапани, изпълнителни устройства, оборудване за въздушни линии и други. Компанията е една от водещите в света в този сектор, като през 2016 година има обем на продажбите около 476 милиарда йени, а заетите са около 18 хиляди души. Освен в Япония тя има подразделения в 53 страни по света, като в 29 от тях има собствени производствени мощности.
Към 2015 година „Ес Ем Си“ подготвя изграждането на завод в „Тракия икономическа зона“ в Радиново.